# L'Union des chiffes molles
Pour plus de détails, voir Fiche technique et Distribution.
L'Union des chiffes molles (Тряпичный союз, Tryapichnyy soyuz) est un film russe réalisé par Mikhaïl Mestetski, sorti en 2015.
Il est présenté au festival Kinotavr 2015.

## Fiche technique
- Titre original : Тряпичный союз, Tryapichnyy soyuz
- Titre français : L'Union des chiffes molles[1]
- Réalisation : Mikhaïl Mestetski
- Scénario : Mikhaïl Mestetski
- Photographie : Timofeï Parchikov
- Pays d'origine : Russie
- Format : Couleurs - 35 mm - 1,78:1
- Genre : comédie dramatique
- Durée : 97 minutes
- Date de sortie :
  -  Russie : 10 juin 2015 (Kinotavr 2015), 3 mars 2016 (sortie nationale)

## Distribution
- Vasiliy Butkevich : Vania
- Pavel Chinaryov : Peter
- Alexandre Pal : Popov
- Ivan Yankovski : Andreï
- Anastasiya Pronina :
- Fyodor Lavrov :
- Elena Nesterova :

## Prix
- Festival du cinéma russe à Honfleur 2016, Prix du meilleur film : Grand Prix de la Ville de Honfleur[2],[3].